# Österland
Österland (Terra de l'Est) o Österlanden (Terres de l'Est), és una de les quatre regions tradicionals de Suècia. Era un terme medieval per designar la part sud de Finlàndia.Gradualment va caure fora d'ús cap al segle xv. Fins a 1809 Finlàndia va ser part de Suècia.

## Províncies
Aquestes set províncies de Suècia formaven part d'Österland:
| - Illes Åland (Åland) - Finlàndia Pròpia (Egentliga Finland) - Carèlia finlandesa (Karelen) - Uusimaa (Nyland) - Satakunta (Satakunda) - Savònia (Savolax) - Tavastia (Tavastland) | Alandia · Finlàndia pròpiament dita · Karelia · Nylandia · Satakunda · Savonia · Tavastia |

## Història

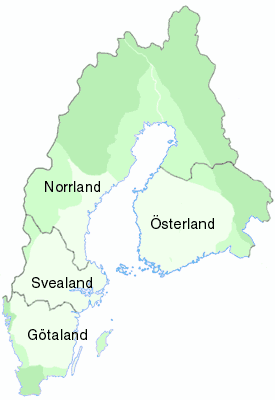
Territoris tradicionals de Suècia 1700.

Durant el segle xii el Regne de Suècia incorporà el sud de Finlàndia. Österland era vist com una part constituent del Regne de Suècia. S'hi van establir molts suecs ja durant el segle xiii.
El 1581, aquestes províncies van ser declarades Gran Principat pelrei Joan III de Suècia i es va crear un ducat.